# Clossiana ahti
Clossiana ahti är en fjärilsart som beskrevs av Hans Ferdinand Emil Julius Stichel 1908. Clossiana ahti ingår i släktet Clossiana och familjen praktfjärilar. Inga underarter finns listade i Catalogue of Life.